# Cheraw (South Carolina)
Cheraw ist eine Stadt im Chesterfield County und Marlboro County in South Carolina, USA. Das U.S. Census Bureau hat bei der Volkszählung 2020 eine Einwohnerzahl von 5.040 ermittelt.
Sie war ein bedeutendes Baumwoll- und Finanzzentrum im 18. Jahrhundert und eine der wenigen Städte, die beim Durchmarsch von General Sherman im Bürgerkrieg nicht zerstört wurde.

## Persönlichkeiten
- Gail Brockman (1916–1970), Jazzmusiker
- Dizzy Gillespie (1917–1993), Jazzmusiker
- David Thornton (* 1953), Schauspieler
- Parson James (* 1994), Singer-Songwriter